# Моравче (община)
Община Моравче (словен. Občina Moravče) — одна з общин в центральній Словенії. Адміністративним центром є місто Моравче. Особлива увага приділяється природній та культурній спадщині общини, що також вказує на шлях розвитку в майбутньому.

## Населення
У 2011 році в общині проживало 5093 осіб, 2520 чоловіків і 2573 жінок. Чисельність економічно активного населення (за місцем проживання), 2193 осіб. Середня щомісячна чиста заробітна плата одного працівника (EUR), 922,43 (в середньому по Словенії 987.39). Приблизно кожен другий житель у громаді має автомобіль (53 автомобілі на 100 жителів). Середній вік жителів склав 37,7 роки (в середньому по Словенії 41.8). 